# Quack
Quack è il primo album in studio del duo statunitense/canadese Duck Sauce.
L'album è stato pubblicato il 15 aprile del 2014: contiene 12 tracce (che raccoglie anche i singoli "aNYway" e "Barbra Streisand").
Nello store di musica digitale iTunes in Italia, l'album Quack ha anche una versione remixata da Skrillex, Kill the Noise e Milo & Otis del singolo NRG.

## Tracce
1. Chariots of the Gods (feat. Rockets) – 5:56
2. Charlie Chazz & Rappin Ralph – 4:58
3. It's You – 3:11
4. Goody Two Shoes – 4:30
5. Radio Stereo – 4:21
6. aNYway – 5:03
7. NRG – 3:32
8. Everyone (feat. Teddy Toothpick) – 5:00
9. Ring Me – 4:24
10. Barbra Streisand – 4:25
11. Spandex – 4:29
12. Time Waits For No-One – 4:43

Traccia bonus iTunes italiano
1. NRG (Skrillex, Kill the Noise, Milo & Otis Remix) – 4:13